# (2625) Jack London
(2625) Jack London – planetoida z pasa głównego asteroid okrążająca Słońce w ciągu 3 lat i 94 dni w średniej odległości 2,2 j.a. Została odkryta 2 maja 1976 roku w Krymskim Obserwatorium Astrofizycznym w Naucznym na Półwyspie Krymskim przez Nikołaja Czernycha. Nazwa planetoidy pochodzi od Jacka Londona, amerykańskiego pisarza. Przed nadaniem nazwy planetoida nosiła oznaczenie tymczasowe (2625) 1976 JQ2.